# Place de la Paix (Evere)
 (août 2025).
Motif : Place sans notoriété évidente. Sources secondaires semblent absentes.
- Archive Wikiwix
- Bing
- Cairn
- DuckDuckGo
- E. Universalis
- Gallica
- Google
- G. Books
- G. News
- G. Scholar
- Persée
- Qwant
- (zh) Baidu
- (ru) Yandex
- (wd) trouver des œuvres sur Wikidata

| 1. | Préciser le motif de la pose du bandeau. | Précisez le motif de la pose du bandeau en utilisant la syntaxe suivante : {{admissibilité à vérifier\|date=août 2025\|motif=remplacez ce texte par le motif}}                                |
| 2. | Informer les utilisateurs concernés.     | Pensez à avertir le créateur de l'article, par exemple, en insérant le code ci-dessous sur sa page de discussion : {{subst:avertissement admissibilité à vérifier\|Place de la Paix (Evere)}} |

{{Infobox Espace public
Pour les articles homonymes, voir Place de la Paix.
```
| nom                   = Place de la Paix
| latitude              = 50.876923
| longitude             = 4.400855
| pays                  = Belgique
| type                  = 
Place
```

}}
La place de la Paix (en néerlandais : Vredeplein) est une place bruxelloise de la commune d'Evere, située au carrefour formé par la rue de Paris, la rue Édouard Stuckens et la rue Édouard Dekoster.
La numérotation des habitations va de 1 à 33 dans le sens des aiguilles d'une montre. C'est une place importante du nord d'Evere.
Avant 1918, cette place s'appelait « place de Bavière »[réf. souhaitée].

## Transport public
Une future station de métro portera le nom de la place. Les travaux devraient commencer en 2018.